# Popowo (gmina Tłuchowo)
Popowo – wieś w Polsce położona w województwie kujawsko-pomorskim, w powiecie lipnowskim, w gminie Tłuchowo. Miejscowość wchodzi w skład sołectwa Trzcianka.
W latach 1975–1998 miejscowość należała administracyjnie do województwa włocławskiego.
Wzmiankowane w 1321 jako wieś przygraniczna w akcie rozgraniczenia diecezji płockiej od kujawskiej. Spór o kilka parafii, spośród których jedna zawierała Popowo, rozstrzygnięto na korzyść diecezji włocławskiej.
W 1943 w Popowie urodził się Lech Wałęsa.